# 40М Туран
Средњи тенк 40М Туран је мађарски средњи тенк из Другог светског рата.

## Историја
Потреба за средњим тенком домаће производње уочена је у Мађарској још 1939. пре избијања рата: тестирани су постојећи тенкови из Шведске и Италије (М 13/40), док је молба за лиценцирану производњу немачких модела одлучно одбијена у децембру 1939. У јуну 1940. изабран је чехословачки прототип Шкода Т-21 (унапређена верзија ЛТ-35). Производња је започела крајем 1940. : наручено је по 70 возила од фирми WM и Raba, уз фабрике MAWAG (40) и Ganz (50 возила), али су први тенкови испоручени тек у априлу 1942. Ови тенкови требало је да послуже у проширивању две постојеће моторизоване бригаде у оклопне дивизије.

## Карактеристике
Мађари су модификовали чехословачки прототип Шкода Т-21 повећањем куполе, лаким појачањем оклопа, заменом чехословачког оружја мађарским и додавањем мађарског радија. Купола је могла да смести три човека, што је био велики допринос ефикасности. Главно оружје био је топ 41М калибра 40 mm (са 101 метком), са спрегнутим митраљезом МГ 34/40 Гебауер калибра 8 mm, уз још један исти митраљез на трупу за радио-оператера. 

### Туран II
У мају 1941. на захтев армије тенк је унапређен под именом 41М Туран II: тенк је био сличан, али је главно оружје био краткоцевни топ 41М калибра 75 mm, са мало подигнутим кровом куполе да му се направи места. Од средине 1944. возилима враћеним на поправку су додаване перфориране оклопне плоче око куполе и трупа. Планирани Туран III са дугим топом од 75 mm, који би му додао потребну против-тенковску способност, остао је у фази прототипа 1944.

### Самоходна артиљерија
Шасија тенкова Туран I&II коришћена је за производњу возила 40М Нимрод и 40М Зрињи.

### У борби
Оба модела први пут су коришћена 1944. против Црвене армије у Галицији као део 1. и 2. мађарске оклопне дивизије: 2. дивизија изгубила је 3 четвртине возила за само неколико сати у борби против совјетских Т-34 и ЈС-1/2, а затим поново код Дебрецина са истим резултатом. Остаци су употребљени у одбрани Будимпеште (јануар-фебруар 1945). Један од заробљених тенкова сада се може видети у руском музеју Кубинка.